# NGC 193
NGC 193 è una galassia lenticolare situata nella costellazione dei Pesci.

## Descrizione
Il database Simbad classifica NGC 193 come una radiogalassia.

## Scoperta
NGC 193 è stata scoperta il 21 dicembre 1786 dall'astronomo britannico di origine tedesca William Herschel.

## Buco nero supermassiccio
Basandosi sulla velocità interna della galassia misurata dal Telescopio spaziale Hubble, il buco nero supermassiccio che si ritiene esista al centro della galassia, dovrebbe avere una massa compresa tra 130 e 560 milioni di {\displaystyle M_{\odot }}.